# Schlacht von Morlaix
Die Schlacht von Morlaix am 30. September 1342 war eine Auseinandersetzung zwischen England und dem Haus Blois im Bretonischen Erbfolgekrieg während des Hundertjährigen Kriegs. Die Engländer belagerten die Stadt, als eine große franko-bretonische Armee zu deren Entsatz erschien. Obwohl die Partei Blois große Verluste in der Schlacht erlitt, konnten sie die Engländer vertreiben und die Eroberung der Stadt verhindern.

## Vorgeschichte
Nach dem Tod von Jean III., Herzogs der Bretagne im Jahre 1341 erhoben sowohl sein Halbbruder Jean Montfort als auch Charles Blois, als Ehemann seiner Nichte Johanna von Dreux, Anspruch auf die Nachfolge. Während Blois vom französischen König Philipp VI. bestätigt wurde, erhielt Montfort vom englischen König Edward III. die Zusage ihn bei der Durchsetzung seiner Ansprüche zu unterstützen, wenn dieser Edward dafür als Lehnsherr und rechtmäßigen König von Frankreich anerkenne. Der zunächst regionale Streit um ein französisches Lehen wurde so bald für die übergeordnete Auseinandersetzung des Hundertjährigen Krieges zwischen England und Frankreich um den französischen Thron instrumentalisiert.
Nachdem Jean Montfort zunächst weite Teile der Bretagne unter seine Kontrolle gebracht hatte, unterlag er im November 1341 in der Schlacht bei Champtoceaux dem franko-bretonischen Heer von Charles Blois. Dieser nahm Montfort gefangen und besetzte in den folgenden Monaten fast die gesamte Bretagne. Ab August 1342 landeten in Brest die ersten englischen Truppen und konnten so die vollständige Niederlage des Hauses Montfort gerade noch abwenden. Vom Abzug eines Teils seiner Truppen auf Geheiß des französischen Königs Philipp VI. sowie von der Desertion seiner kastilischen Söldner geschwächt, aber auch, weil er die Größe des englischen Heeres deutlich überschätzte, brach Charles Blois die Belagerung von Brest ab und zog sich in den Norden der Bretagne zurück. Schon bald ergriffen die eingetroffenen englischen Truppen, 1350 Mann unter William de Bohun und 800 Mann unter Robert de Artois, die Initiative und rückten in den Norden der Bretagne vor.

## Vorbereitungen zur Schlacht
Die englischen Truppen erreichten schließlich im September die wichtige Festung Morlaix. Nachdem der Versuch, diese im Handstreich zu nehmen gescheitert war, bereiteten sich die Engländer auf die Belagerung vor.
Charles Blois war es nach dem überhasteten Rückzug seiner geschrumpften Armee schnell gelungen, weitere Truppen aus der Bretagne auszuheben. Nachdem ihm klar geworden war, dass die englische Armee weit kleiner war als gedacht und er ihr zahlenmäßig deutlich überlegen, beschloss er zum Angriff überzugehen und die Belagerung von Morlaix zu brechen. William de Bohun, dessen Späher die herannahende franko-bretonische Armee gemeldet hatten, wollte unbedingt vermeiden, zwischen der Festung und der feindlichen Armee in die Zange genommen zu werden. Er ließ lediglich eine kleine Belagerungstruppe zurück, die die Festungsbesatzung von einem Ausfall abhalten sollte und marschierte in einem nächtlichen Gewaltmarsch mit dem Großteil seiner Truppen Charles de Blois entgegen um diesen abzufangen.

## Schlachtverlauf
Nur drei Chronisten (Geoffrey le Baker, Adam Murimuth, Henry Knighton) berichten von der Schlacht von Morlaix und sie alle schilderten die Ereignisse aus englischer Sicht. Sie geben nur sehr spärliche Informationen über die Schlacht und wir wissen nur, dass die Franko-Bretonen sich in drei Schlachtreihen aufstellten, von denen eine ausschließlich aus Rittern, angeführt von Geoffroi de Charny, bestand. Murimuth gibt die Stärke der franko-bretonischen Truppen mit 3000 Berittenen und 1500 „Janitscharen“ an, womit er vermutlich eine gemischte Truppe aus genuesischen Söldnern und bretonischen Wehrverpflichteten meint. Die englische Armee dürfte aus etwa 2000 Mann bestanden haben. Weiterhin teilen die Chronisten mit, dass sich die englischen Truppen an einem Waldrand aufstellten, wobei die Ritter zu Fuß kämpften, um vor einem franko-bretonischen Kavallerieangriff geschützt zu sein. Zudem hoben die Engländer Fallgruben in dem vor ihnen liegenden Schlachtfeld aus und tarnten diese sorgsam.
Aufgrund des Mangels an historischen Quellen, haben eine Reihe von Historikern (Jonathan Sumption, A.H. Burne, Kelly DeVriess) gelehrte Vermutung über den Schlachtverlauf und die Aufstellung der englischen Truppen angestellt. Über den genauen Ablauf der Schlacht kann aber letztlich nur gemutmaßt werden. Mit Sicherheit kann nur gesagt werden, dass die englischen Langbogenschützen große Verluste unter den Angreifern anrichteten und auch die ausgehobenen Fallgruben ihre Wirkung nicht verfehlten. Der Angriff der franko-bretonischen Ritter wurde abgeschlagen und Geoffroi de Charny geriet in englische Gefangenschaft. Nachdem die Engländer alle ihre Pfeile verschossen hatten, zogen sie sich geordnet in den hinter ihnen liegenden Wald zurück. Blois verzichtete darauf, sie mit seinen Truppen zu verfolgen und die Schlacht war damit beendet. Es wurden fünfzig franko-bretonische Ritter getötet, weitere 150 gerieten in englische Gefangenschaft. Die Zahl der gefallenen Gemeinen ist unbekannt, dürfte aber nicht gering gewesen sein. Die Engländer erlitten wohl nur geringe Verluste, da die franko-bretonischen Angriffswellen vermutlich überwiegend ohne große Nahkämpfe abgeschlagen werden konnten.

## Folgen
Unmittelbar nach der Schlacht verschanzten sich die englischen Truppen in dem Wald, in den sie sich zurückgezogen hatten. Charles de Blois nutzte diese Chance und vernichtete mit seiner verbliebenen Armee die englischen Belagerungstruppen, die vor Morlaix verblieben waren. In den folgenden Tagen ließ er den Wald umstellen, um William de Bohun den Abzug zu verwehren. Es wurde aber klar, dass diese Taktik nicht erfolgreich sein würde, und beide Armeen zogen sich schließlich voneinander zurück.